# Дебес (лунный кратер)
Кратер Дебес (лат. Debes), не путать с кратером Дебус (лат. Debus) — небольшой древний ударный кратер в северном полушарии видимой стороны Луны. Название присвоено в честь немецкого картографа Эрнста Дебеса (1840—1923) и утверждено Международным астрономическим союзом в 1935 г. Образование кратера относится к нектарскому периоду.

## Описание кратера
Ближайшими соседями кратера являются кратер Ньюком на западе; кратер Берцелиус на севере; кратер Гемин на северо-востоке; кратер Буркхардт на востоке-северо-востоке; кратер Клеомед на востоке-юго-востоке; кратер Траллес на юго-востоке и кратер Макробий на юго-западе. На западе от кратера располагаются Таврские горы, на северо-западе Озеро Сновидений, на юге-юго-востоке Море Кризисов, на юго-западе Залив Любви. Селенографические координаты центра кратера 29°28′ с. ш. 51°37′ в. д. / 29,47° с. ш. 51,62° в. д., диаметр 31,9 км, глубина 1,05 км.
Кратер имеет циркулярную форму, значительно разрушен за длительное время своего существования. Вал сглажен, южная часть вала перекрыта сателлитным кратером Дебес A (см. ниже). высота остатков вала над окружающей местностью достигает 920 м, объём кратера составляет приблизительно 620 км³. Дно чаши сравнительно ровное, без приметных структур.

## Сателлитные кратеры
| Дебес | Координаты                                            | Диаметр, км |
| ----- | ----------------------------------------------------- | ----------- |
| A     | 28°43′ с. ш. 51°28′ в. д. / 28,71° с. ш. 51,47° в. д. | 34,3        |
| B     | 28°55′ с. ш. 50°32′ в. д. / 28,92° с. ш. 50,53° в. д. | 19,6        |

- Образование сателлитного кратера Дебес A относится к нектарскому периоду[1].